# زنان برای زنان افغان
زنان برای زنان افغان، (به انگلیسی: Women for Afghan Women) (که به‌اختصار WAW نیز شناخته می‌شود)، بزرگ‌ترین سازمان غیردولتی حقوق زنان افغان در جهان است که در آوریل ۲۰۰۱ تأسیس شد. این برنامه به حمایت از حقوق زنان و دختران افغانستان اختصاص یافته‌است. بیشتر کارکان این سازمان افغان هستند و سعی می‌کنند، رویکرد مبتنی بر جامعه افغانستان را اتخاذ کنند.

## بالا بردن آگاهی
این مرکز به زنان و مردان در مورد احترام به حقوق زنان که همزمان با حقوق اولیه بشر است، آموزش می‌دهد. این سازمان یک برنامه اطلاع‌رسانی و آگاه‌سازی دارد که به موجب آن مردم افغانستان می‌توانند در آنجا شرکت کنند، تا در مورد نسخه کمتر خشن اسلام بیشتر از آنچه که قبلاً توسط افراد فوق محافظه کار که ممکن است دارای اهداف مخرب باشند یا توسط افرادی که از نظر طبیعت شوونیست هستند آموخته‌اند، آشنا شوند. زنان برای زنان افغان، کارکنان خود را برای تماس با زنان گریزان که در روابط بدرفتاری هستند و از درخواست کمک می‌ترسند، می‌فرستد. این سازمان همچنین با مراجعه به مدارس و ایستگاه‌های پلیس با جامعه تماس می‌گیرد، به این امید که افغانها را تشویق کند تا در مرکز آگاهی شرکت کنند. به روز، این مرکز با موفقیت هزاران افغان از جمله امامان (رهبران مذهبی) و مقامات اجرای قانون را در زمینه حقوق زنان در زمینه قوانین اسلامی آموزش داده‌است. بزرگ‌ترین مأموریت آنها ارائه امنیت و آزادی برای زنان افغان است. هدف دیگر آنها تشویق آنها به افزایش عزت نفس و همچنین مشارکت در همه زمینه‌های زندگی: اجتماعی، اقتصادی و سیاسی است. "کار ما با تعهد ما به تنوع تقویت می‌شود. هیئت مدیره و کارکنان آنها شامل مردان و زنان و نمایندگی‌های متنوعی از سن، دین، قومیت و گرایش جنسی است.

## پناه‌خانه
زنان برای زنان افغان، هشت مرکز راهنمایی خانواده (FGC) افتتاح کرده‌است. تسهیلاتی هم برای مردان و هم برای زنانی که حقوق بشری آنها نقض شده‌است، از جمله خشونت خانگی، خشونت جنسی و روانی، ازدواج اجباری و زیر سن قانونی، که به عنوان غرامت برای جنایت، قتل ناموسی و محرومیت از تحصیل تعویض می‌شود، گشوده شد. این مرکز رفت و آمد است، اگرچه اکثر مشتریان توسط وزارتخانه‌های دولتی، پلیس، کمیسیون مستقل حقوق بشر یا سایر سازمان‌های غیردولتی ارجاع داده می‌شوند.
برای مواردی که برای زنان خطر جسمی به همراه دارد، از جمله خطر خشونت فیزیکی و مرگ، آنها به یکی از پناهگاه‌های هفت زن فرستاده می‌شوند. به زنان در پناهگاه‌ها آموزش مهارت‌های سواد آموزی و کلاس‌های حرفه‌ای و همچنین جلساتی با مشاوران و/یا وکلای خود و خانواده‌هایشان داده می‌شود. وقتی این جلسات مشاوره در حل مشکل آنها کمکی نمی‌کند، WAW از طرف این زنان خدمات حقوقی ارائه می‌دهد تا درخواست طلاق کنند. فرزندان آنها وارد مهد کودک‌های WAW می‌شوند، جایی که به آنها آموزش‌های اولیه داده می‌شود.
زنان در افغانستان خانه‌هایی برای زنان به عنوان سرپناه در اکثر ولایات افغانستان مانند کابل، کاپیسا، مزارشریف، قندوز، فاریاب و سرپل ساخته‌اند. چشم‌انداز این سازمان افزایش فردیت بالقوه زنان، تعیین سرنوشت خود، شرکت در فعالیتهای اجتماعی مانند سیاست، اصلاحات فرهنگی، توسعه اجتماعی، اقتصادی و بازاریابی است. این سازمان هنجارهایی را که حقوق زنان را زیر پا می‌گذارد و آزادی آنها را نقض می‌کند، به چالش می‌کشد. کار این سازمان دین و بافت فرهنگی را برای انجام مأموریت خود در بر می‌گیرد. یکی از اهداف اصلی این سازمان ایجاد پناهگاهی برای زنان در هر استان در کشور است و آنها تقریباً در مسیر خود هستند. این سازمان عمدتاً نگران حضور نیروهای خارجی در این کشور است که باعث افزایش خشونت طالبان می‌شود. زنان در پناهگاه این سازمان برای افزایش توانایی خواندن و نوشتن خود کلاس‌های سواد آموزی را می‌گذرانند. علاوه بر این، زنان در برنامه بین دو هفته تا دو سال در برنامه می‌مانند، اما گاهی اوقات برخی از زنان به دلیل نیاز به کمک به مدت طولانی در برنامه می‌مانند. کودکان برای یادگیری خواندن، نوشتن، هنر، آهنگ خواندن و بازی کردن وارد مهد کودک سازمان می‌شوند. با توجه به وجود پناهگاه سازمان، ممکن است آن بچه‌ها آینده بهتری داشته باشند. زنان برای زنان افغان از لایحه زنان افغان برای اجرای حقوق زنان استفاده می‌کند و نیازهای زنان را در افغانستان برآورده می‌کند. لایحه حقوق توسط رئیس‌جمهور افغانستان حامد کرزی امضا شد و به همه زنانی که در سومین کنفرانس سالانه این سازمان شرکت کردند، تحویل داده شد.

## مرکز حمایت از کودکان
مقررات مربوط به دختران و زنان افغان بدون توجه به تلاش‌های فشرده برای گسترش آزادی، حقوق و برجستگی زندگی آنها ضعیف است. در سال ۲۰۱۲، افغانستان به عنوان خطرناک‌ترین کشوری که یک دختر می‌تواند در آن متولد شود نامزد شد. افغانستان دارای محرومیت‌های فراوان و مراقبت‌های بهداشتی دست نیافتنی است. این عمدتاً ناشی از چندین دهه جنگ داخلی بود و اقتصاد پایدار زندگی زنان را در آنجا دشوار کرد. در افغانستان زنان به همراه فرزندان خود زندانی می‌شوند. مرکز حمایت از کودکان WAW (که به‌اختصار:CSC شناخته می‌شود) برای خروج کودکان از زندان پول جمع‌آوری می‌کند. این سازمتن یک برنامه یادگیری ارائه می‌دهد که به کودکان بی‌تربیت کمک می‌کند تا معیارهای ورود به مدارس محلی را علاوه بر درمان فردی و گروهی برآورده کنند. زنان افغان معمولاً از تأیید بدرفتاری‌هایی که هر روز در زندگی خود با آنها مواجه می‌شوند می‌ترسند. بزرگ‌ترین پروژه‌های زنان برای زنان افغان این است که به این زنان صدا بدهد و عزت نفس زنان افغان را که عادت کرده‌اند احساسات و نظرات خود را به خاک بسپارند، تقویت کند. ده درصد از زنان افغان این کمک‌ها را دریافت می‌کنند و می‌توانند نظر خود را در حضور میلیون‌ها نفر بیان کنند.

## خانه‌های نیمه‌راهی
برای توسعه یک برنامه کامل که هم به زنان و هم به کودکان کمک می‌کند، خانه نیمه‌راهی هنگامی که از زندان و سرپناه خارج می‌شوند به آنها خدمت می‌کنند. وقتی این زنان و کودکان خانه ای برای بازگشت ندارند، خانه‌های نیمه راه به زنان این امکان را می‌دهند تا برای آمادگی برای آینده مستقل خود حرفه، سواد، مالی و سایر مهارتهای زندگی را بیاموزند. این انجمن با یافتن شغل این زنان و سقف بالای سر آنها هنگامی که مستقل هستند و آماده انتقال به مکان حفاظت شده هستند، تعطیل می‌شود. زنان در سرپناه‌ها اغلب همین مشکل را دارند. آنها با تهیه رایانه زنان را باسواد می‌کنند تا بتوانند مهارت‌های خواندن و نوشتن را بیاموزند. این سازمان زنان را برای آینده فردی خود آماده می‌کند. این سازمان اطمینان می‌دهد که زنان ساکن در مرکز هنگام خروج از مرکز دارای شغل و محل زندگی خود هستند. این سازمان همچنین امیدوار است خانه‌های نیمه راه را به هر جایی که دفتر دارند بسازد.